# Florida (Ohio)
Florida è un comune degli Stati Uniti d'America della contea di Henry nello Stato dell'Ohio. La popolazione era di 232 persone al censimento del 2010.

## Geografia fisica
Florida è situata a 41°19′22″N 84°12′06″W (41.322751, -84.201653).
Secondo lo United States Census Bureau, ha un'area totale di 0,23 miglia quadrate (0,60 km²).

## Storia
Florida è stata ufficialmente fondata negli anni 1840 quando il Canale Miami-Erie è stato esteso fino a quel luogo. Il villaggio prende il nome dallo stato della Florida. Un ufficio postale è stato istituito presso Florida nel 1843, e rimase in funzione fino al 1919.

## Società

### Evoluzione demografica
Secondo il censimento del 2010, c'erano 232 persone.

### Etnie e minoranze straniere
Secondo il censimento del 2010, la composizione etnica della città era formata dal 96,6% di bianchi, lo 0,4% di asiatici, l'1,7% di altre etnie, e l'1,3% di due o più etnie. Ispanici o latinos di qualunque etnia erano il 6,0% della popolazione.